# The Waning Sex
The Waning Sex is een Amerikaanse filmkomedie uit 1926 onder regie van Robert Z. Leonard. Destijds werd de film in Nederland uitgebracht onder de titel Het duel der seksen. De film is wellicht zoekgeraakt.

## Verhaal
De advocate Nina Duane wordt niet geaccepteerd in de justitiële mannenwereld. Door haar vakkundige optreden slaagt ze erin de weduwe Mary Booth vrij te spreken, die wordt beschuldigd van moord op haar echtgenoot. Officier van justitie Philip Barry is onder de indruk van Nina en hij wordt verliefd op haar.

## Rolverdeling
| Acteur           | Personage          |
| ---------------- | ------------------ |
| Norma Shearer    | Nina Duane         |
| Conrad Nagel     | Philip Barry       |
| George K. Arthur | Hamilton Day       |
| Mary McAllister  | Mary Booth         |
| Charles McHugh   | J.J. Flannigan     |
| Tiny Ward        | J.J. Murphy        |
| Martha Mattox    | Ellen B. Armstrong |